# Liste des maires d'Estaires
Cet article présente la liste des maires d'Estaires en Flandre française, de la Révolution à nos jours.

## Liste des maires

### Entre 1790 et 1945
| Période                                  | Période | Identité                | Étiquette | Qualité                                                               |
| ---------------------------------------- | ------- | ----------------------- | --------- | --------------------------------------------------------------------- |
| Les données manquantes sont à compléter. |         |                         |           |                                                                       |
| 1799                                     | 1800    | Dassonville             |           |                                                                       |
| 1800                                     | 1802    | Auguste Vermersch       |           |                                                                       |
| 1802                                     | 1804    | Michel Maurice Mouquet  |           |                                                                       |
| 1804                                     | 1808    | Detournay               |           |                                                                       |
| 1808                                     | 1813    | Detournay               |           | Adjoint, faisant fonction de Maire                                    |
| 1813                                     | 1815    | Detournay               |           |                                                                       |
| 1815                                     | 1830    | Vermersch               |           |                                                                       |
| 1830                                     | 1830    | Henri Degruson          |           |                                                                       |
| 1830                                     | 1848    | Robichez                |           |                                                                       |
| 1848                                     | 1853    | Duflos                  |           |                                                                       |
| 1853                                     | 1868    | Édouard Hennion         |           |                                                                       |
| 1868                                     | 1870    | Deroy                   |           | Maire intérimaire                                                     |
| 1870                                     | 1871    | Eugène Beccue           |           | Maire provisoire                                                      |
| 1871                                     | 1876    | René Courdent           |           |                                                                       |
| 1876                                     | 1879    | Blanquart - Leconte     |           |                                                                       |
| 1879                                     | 1881    | Édouard Degruson        |           | Maire intérimaire                                                     |
| 1881                                     | 1892    | Édouard Degruson        |           |                                                                       |
| 1892                                     | 1896    | Émile Hennion           |           |                                                                       |
| 1896                                     | 1912    | Dupont - Tourtois       |           |                                                                       |
| 1912                                     | 1914    | Fenart - Bossus         |           |                                                                       |
| 1914                                     | 1945    | Auguste Watine - Lotthe | URD       | Conseiller générale du Canton de Merville de 1919 à 1940.- Industriel |

### Depuis 1945
Depuis l'après-guerre, dix maires se sont succédé à la tête de la commune.
| Période           | Période           | Identité                    | Étiquette                  | Qualité |
| ----------------- | ----------------- | --------------------------- | -------------------------- | --- |
| 1945              | 1947              | César Cuvelier              |                            | Commerçant Décédé en fonction |
| 1947              | 1947              | Paul Bar                    |                            | |
| 1947              | 8 mai 1953        | Pierre Lefrancq (1890-1957) | DVD                        | Industriel Conseiller général de Merville (1945 → 1957) |
| 8 mai 1953        | 1962              | Paul Bar                    |                            | |
| 1962              | 1962              | Louis Pétillon              | CNIP                       | Médecin Conseiller général de Merville (1957 → 1964) Suppléant du député Auguste Damette (1958 → 1962) |
| 1963              | mars 1965         | Paul Bernard                |                            | |
| mars 1965         | 25 janvier 1985   | Henri Durez (1916-1985)     | PSU puis DVG puis PS       | Enseignant et directeur d'école privée Décédé en fonction |
| 3 février 1985    | 25 juillet 1986   | Janine Douche               | PS                         | Ancienne adjointe au maire Mandat écourté après l'annulation de son élection par le Conseil d'État |
| 12 octobre 1986   | 14 février 1998   | Georges Ficheux             | UDF                        | Élu à la suite de l'élection municipale partielle du 12 octobre 1986 Décédé en fonction |
| 28 février 1998   | 28 septembre 2008 | Josette Fruchart            | UPN/UMP                    | Gérante Conseillère générale de Merville (2001 → 2008) |
| 30 septembre 2008 | juin 2025         | Bruno Ficheux               | DVD puis UDI puis Horizons | Cadre supérieur Conseiller départemental d'Hazebrouck (2015 → 2021) Président de la CC Flandre Lys (2014 → 2020) Fils de Georges Ficheux Élu à la suite de l'élection municipale partielle des 21 et 28 septembre 2008 Réélu pour le mandat 2020-2026 Démissionnaire |
| 15 juin 2025      | En cours          | Dorothée Bertrand           |                            | Enseignante Première adjointe au maire (2014 → 2025) |

## Compléments